# 天主教龙川教区
天主教龍川教區是越南一個羅馬天主教教區，屬胡志明市總教區。
2007年，有248,458名教友，估轄區總人口6%，有118個堂區、209名司鐸、49名修士、192名修女。主教座堂是和平之后座堂。現任主教為陳文全，榮休主教為陳春肖。
1957年7月5日設代牧區，1960年11月24日升為教區。